# Maria Menshikova
Maria Menshikova, död 1729, var en rysk adelskvinna.
Hon var dotter till Peter den stores gunstling Aleksandr Mensjikov. Hon trolovades 1727 med Peter II av Ryssland. Hon behandlades som en kunglighet vid hovet, och en hovstat utsågs till henne. Trolovningen bröts vid hennes fars fall 1728, då hon åtföljde honom på hans exil till Sibirien. 